# David Gress
David Richard Gress (født 29. januar 1953 i København) er en dansk filolog og samfundsdebattør. Han er søn af forfatteren Elsa Gress (1919-88) og professor Richard Warrington Baldwin Lewis (1917-2002) og bror til kunstneren Barbara Gress (1957-2001). Han er vokset op på Sjælland og Møn hos moderen og dennes mand kunstneren Clifford Wright (1919-99).

## Professionelt liv
Han blev i 1970 student fra Sorø Akademi og begyndte at læse klassisk filologi på Københavns Universitet, men tog efter to års studier til Cambridge, England, og siden til USA, hvor han i 1981 tog en ph.d. med en afhandling med titlen Gesta Innocentii III: Introduction, Text and Commentary om middelalderens politiske tænkning under pave Innocens 3.
I mange år arbejdede han som Senior Research Fellow ved tænketanken Hoover Institution ved Stanford University, Californien. Da han i 1997 kom tilbage til Danmark, var han nogle år ved Dansk Udenrigspolitisk Institut. I 1999 blev han lektor i klassisk filologi ved Aarhus Universitet, og fra 2001 var han en kort overgang amerikansk professor i international politik ved Boston University, Massachusetts, hvor hans ansættelsesforhold dog ophørte i 2003.
Han var 2004-06 næstformand for bestyrelsen for den borgerligt-liberale tænketank CEPOS, hvor han i dag er tilknyttet som forsker.

## Synspunkter
David Gress er konservativ og lægger i sin indstilling til historien meget vægt på, at demokrati og velstand er vokset frem som en organisk proces. Traditioner og kultur er for ham essentielle for ethvert land. Hans intellektuelle forbillede er i den sammenhæng den konservative ideolog Edmund Burke.
I bogen Velstandens kilder (2007) plæderer han for, at demokratiet og velstanden endvidere er uløseligt forbundet til kristendommen. Han er selv katolik.
Han anerkender ikke teorien om den menneskeskabte globale opvarmning og har i flere indlæg især i Jyllands-Posten prøvet at gendrive teorien med naturvidenskabelige argumenter. Disse forsøg er dog altid blevet afvist af førende danske naturvidenskabelige forskere, sommetider endda i relativt hånlige vendinger.  
I 2004 grundlagde han sammen med Søren Krarup, Jesper Langballe, Lars Hedegaard og Kai Sørlander Trykkefrihedsselskabet.
I udsendelsen Apropos i DR P1 den 19. februar 2009 erklærede David Gress sig som tilhænger af dødsstraf for forbrydelser som voldtægt og mord. Han udtalte, at han foretrak hængning.

## Værker
- Demokrati eller? – 1978
- Gesta Innocentii III: Introduction, Text and Commentary – 1981, doktorafhandling.
- Peace and Survival – 1985
- A History of West Germany – 1989 med Dennis L. Bark.
- From Plato to NATO: The Idea of the West and Its Opponents – 1998.
- The Flickering Lamp: History, Education, and American Culture in the New Century – 2003.
- Det bedste guld – en bog om frihed ('The best gold – a book on freedom') – 2005.
- Velstandens kilder ('The Origins of Wealth', i samarbejde med CEPOS) – 2007.
- Egne veje – 2011
- EU. Europas fjende – 2014